# Aljojuca
Aljojuca är en ort i Mexiko.   Den ligger i kommunen Aljojuca och delstaten Puebla, i den sydöstra delen av landet, 170 km öster om huvudstaden Mexico City. Aljojuca ligger 2 485 meter över havet och antalet invånare är 4 358.
Terrängen runt Aljojuca är huvudsakligen platt, men åt nordväst är den kuperad. Terrängen runt Aljojuca sluttar västerut. Runt Aljojuca är det ganska glesbefolkat, med 35 invånare per kvadratkilometer. Närmaste större samhälle är San Salvador El Seco, 12,3 km väster om Aljojuca. Trakten runt Aljojuca består till största delen av jordbruksmark.